# Sukhoi Su-28
Sukhoi Su-28 (tên ký hiệu của NATO: Frogfoot B) là một phiên bản giáng cấp của Su-25UB/Su-25T, với hệ thống điện tử và kích thước máy bay thu nhỏ, cùng với khả năng mang vũ khí cũng bị thu hẹp.
Su-28 được dự định dùng cho việc huấn luyện kỹ năng kỹ thuật chuyên môn, thao tác bay và hình thành bay huấn luyện. Nó cũng được sử dụng như một máy bay thao diễn cao cấp.

## Thiết kế và phát triển
Su-28 là một máy bay có tính cơ động cao và mạnh mẽ với khả năng thực hiện cất cánh và hạ cánh với chỉ một động cơ hoạt động. Động cơ của máy bay có thể chạy bằng nhiên liệu dựa trên dầu diesel, ngược lại với nhiên liệu chuyên dụng dành cho các loại máy bay khác. Giống như MiG-29, nó có thể vận hành từ các đường băng dã chiến trong khi vẫn đạt được độ tin cậy cao và nhu cầu duy trì hoạt động thấp. Tầm bay có thể tăng thêm với 4 thùng nhiêu liệu phụ vứt được PTB-800, mỗi thùng chứa 800 lít nhiên liệu.
Sự khác nhau giữa Su-28 và Su-25UB bao gồm việc thiếu hệ thống ngắm bắn mục tiêu, hệ thống vận hành vũ khí, súng bên trong, các giá treo ở cánh (được sử dụng trên các máy bay quân sự để gắn các vũ khí như bom và đạn tự hành). Nó cũng thiếu giáp bảo vệ cho động cơ, hệ thống điều khiển fly-by-wire tiên tiến, hệ thống đối phó điện tử và các hệ thống khác dành cho các nhiệm vụ cường kích.

## Quốc gia sử dụng
Nga
- Không quân Nga

## Thông số kỹ thuật (Su-28)

### Đặc điểm riêng
- Phi đoàn: 2
- Chiều dài: 15.36 m (50 ft 5 inch)
- Sải cánh: 14.36 m (47 ft 1 in)
- Chiều cao: 4.80 m (15 ft 9 in)
- Diện tích cánh: 33.70 m² (362.7 ft²)
- Trọng lượng rỗng: 12000 kg (26.455 lb)
- Trọng lượng cất cánh: n/a
- Trọng lượng cất cánh tối đa: 17222 kg (37.968 lb)
- Động cơ: 2× TRD R-95Sh, 40 kN (4100 kgf) mỗi chiếc
- Sức chứa nhiên liệu:
  - Bên trong: 2750 kg
  - Bên ngoài: 4 thùng nhiên liệu phụ x 1150 kg

### Hiệu suất bay
- Vận tốc cực đại: 950 km/h (590 mph)
- Tầm bay: 1050 km (652 dặm)
- Trần bay: 7000 m (22.966 ft)
- Giới hạn g: 6 g (60 m/s²)
- Vận tốc lên cao:
- Lực nâng của cánh:
- Lực đẩy/trọng lượng:

## Nội dung liên quan

### Máy bay có cùng sự phát triển
- Sukhoi Su-25

### Máy bay có tính năng tương đương
- A-10 Warthog
- Northrop YA-9
- Ilyushin Il-102